# MS Aleksandr Pushkin
Le SS Aleksandr Pushkin (Александр Пушкин) est un paquebot russe, assurant tout d'abord un service transatlantique (il est l'un des trois derniers navires à assurer ce service), puis navire de croisière. Il a quatre sister-ships : l’Ivan Franko (1964 - 1997), le Shota Rustaveli (1966 - 2003), le Taras Shevchenko (1967 - 2005) et le Mikhail Lermontov (1972 - 1986). Tous portent le nom de poètes et écrivains slaves. Lors de l'éclatement de l'URSS, l’Aleksandr Pushkin est cédé à la compagnie Orient Lines, sous le nom de MS Marco Polo, sous lequel il navigue toujours.

## Histoire

### Construction et caractéristiques
L’Aleksandr Pushkin est construit dans les chantiers navals VEB Mathias-Thesen Werft de Wismar en République démocratique allemande. C'est le second navire de la série des poètes et écrivains (classe Ivan Franko). Lancé le 26 avril 1964, il présente des différences flagrantes avec les paquebots occidentaux. L’Aleksandr Pushkin est pourvu d'apparaux de levage d'une puissance nettement supérieure à la moyenne, probablement dans le but de charger des blindés. Dans l'éventualité où il devrait servir de transport de troupes, l’Aleksandr Pushkin dispose de soutes à combustible surdimensionnées, lui donnant une autonomie de 10 000 milles nautiques. Sa coque est renforcée, pour lui permettre de naviguer dans les glaces. Il dispose d'emménagements intérieurs typiques des navires de cette époque, comme des cabines à six places et des douches à trois robinets (eau chaude, eau froide et eau salée).
Le navire a une coque peinte en noir, des superstructures blanches, et une cheminée en forme de cône tronqué. Il peut transporter 750 passagers et 220 membres d'équipage. L'équipage est équitablement mixte, et ce afin d'éviter que les membres d'équipage ne se lient avec les passagers. À l'instar de ses sister-ships, l’Aleksandr Pushkin subit une refonte en 1972. Les installations qui en font un cargo sont retirées, et sa superstructure est accrue. Une refonte ultérieure lui ajoute une discothèque, faisant de lui le premier paquebot soviétique à être pourvu d'une telle installation.

#### MSAleksandr Pushkin

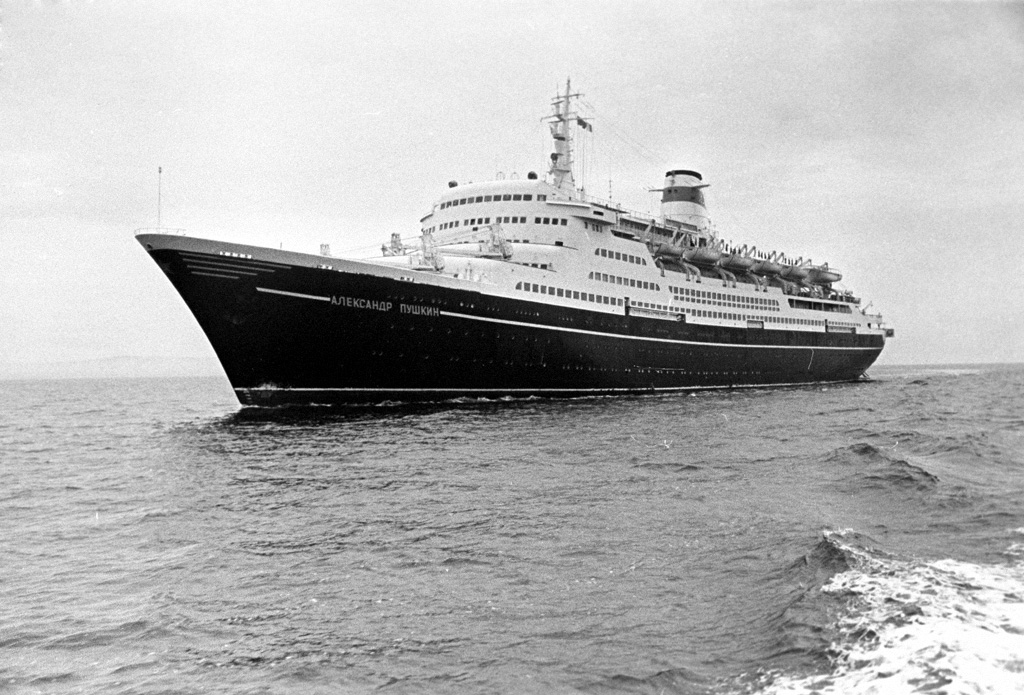
L’Aleksandr Pushkin de (1965 - 1991).

L’Aleksandr Pushkin effectue sa traversée inaugurale en août 1965, et est affecté sur une ligne transatlantique, ralliant Leningrad et Montréal avec escales à Copenhague et Londres. C'est alors avec le Queen Elizabeth 2 l'un des trois derniers paquebots transatlantiques. En 1975, il devient navire de croisières. Naviguant tout d'abord pour la Baltic Shipping Company, il est cédé en 1985 à la Far Eastern Shipping Company. Durant cette période, sa coque est repeinte en blanc et le navire est affrété par des agences de voyages européennes, l'équipage restant soviétique.

#### MSMarco Polo

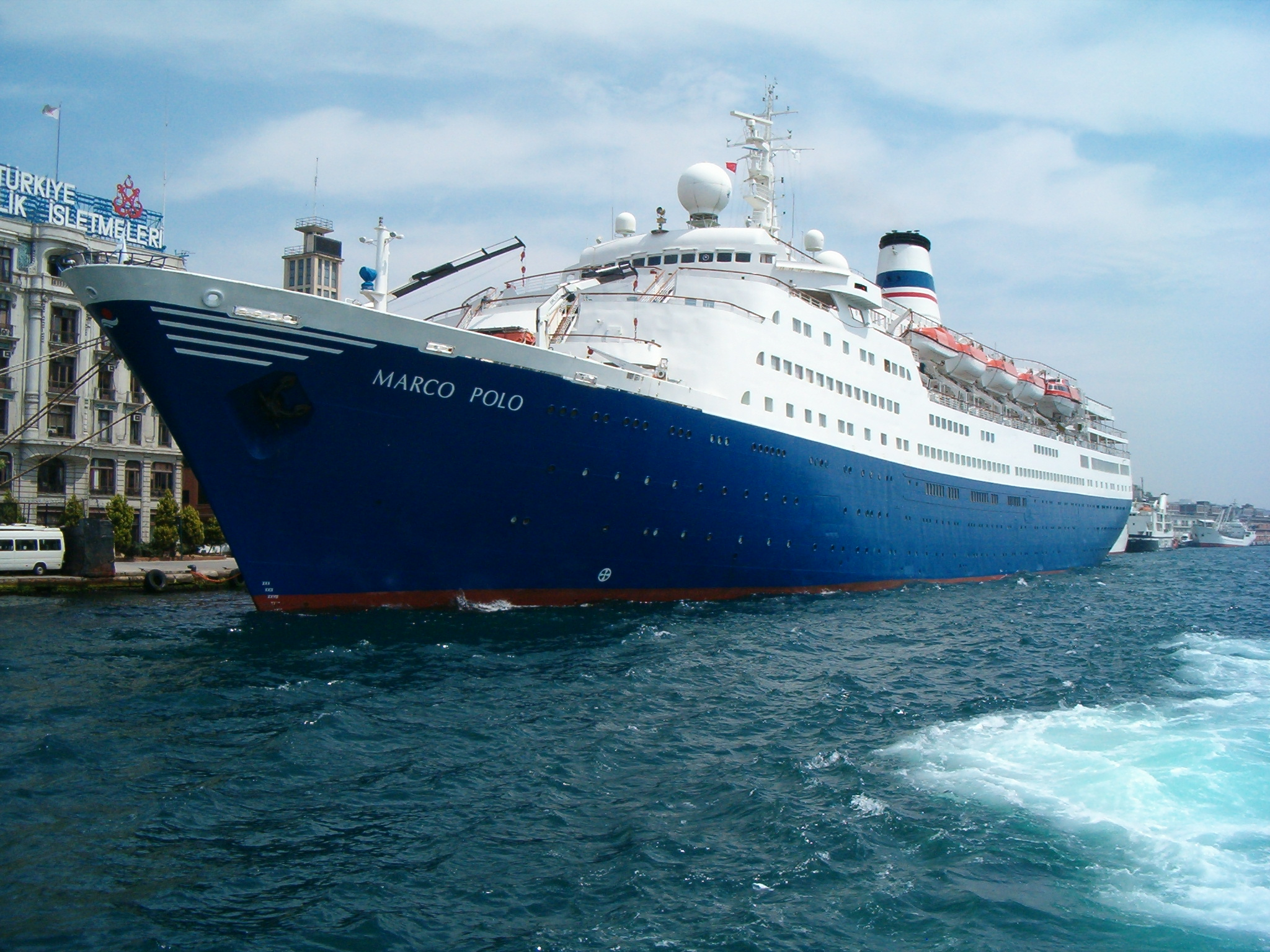
Le Marco Polo en 2007

Lors de l'éclatement de l'Union soviétique, la compagnie est obligée de se séparer de l’Alksandr Pushkin pour des raisons financières. Le navire, déjà abandonné à quai à Singapour en 1990, est vendu l'année suivante à la compagnie Orient Lines. Renommé Marco Polo, le navire subit une lourde refonte de ses machines en Grèce, avant de reprendre du service en 1993. En 1998, la compagnie est rachetée par la Norwegian Cruise Line, qui garde cependant la marque originale.
En 2008, la compagnie se sépare du navire et de l'Orient Lines. Depuis, le navire opère pour le compte de la compagnie Global Maritime, étant affrété par Transocean Tours.
Dans la nuit du 14 au 15 février 2014 le paquebot est pris dans la tempête Ulla. À cette occasion un passager octogénaire décède à la suite d'une chute. Une seconde victime est hélitreuillée par un appareil de sauvetage et évacuée en France.